# Волочиський історичний музей
Волочиський історичний музей — освітньо-культурний заклад у місті Волочиськ Хмельницької обл. Відкритий 1 травня 1979 р.

## Історія
Волочиський районний історичний музей відкрито 1 травня 1979 р. на громадських засадах. З 1982 р. діє як державний заклад культури. В музеї діє шість експозиційних залів та один виставковий.
Станом на 1 липня 2010 р. музей налічував 2615 предметів. На даний час кількість експонатів складає 1750 предметів.
Експозиція музею побудована в хронологічній послідовності: від найдавніших часів до сьогодення.
Від 2003 р. музей очолює Л. Гуляк.

## Експозиція

#### 1-й зал: Найдавніше минуле Волочиського р-ну (до початку XXст.)
Археологічні матеріали експозиції 1-го залу свідчать про існування осілих поселень людей на теренах краю починаючи з IV—II тис. до н. е. і до періоду Київської Русі. У залі експонуються камяні, кістяні знаряддя праці та зброя, глиняний посуд, зібраний археологами на стародавніх стоянках та поселеннях району. А також речі побуту та зразки одягу жителів Волочиського району кінця XIX — початку XX століття.

#### 2-й зал: Історія розвитку Волочиського краю у 1900—1941рр.
Експонати 2-го залу розкривають соціально-економічний розвиток району 1918—1940 рр., участь земляків у визвольних змаганнях 1918—1920 рр., лихоліття 30-х років — голодомор, репресії, а також досягнення трудящих в народному господарстві, відображають стан освіти та культури населення.
Привертають увагу відомості про діяльність 22-го Волочиського прикордонного загону, зокрема прикордонні знаки УРСР та Польщі.
Є в експозиції також зразки зброї кінця XIX — початку XX століть, форма червоного козака.

#### 3-й зал: Волочиський район в період Великої Вітчизняної війни 1941—1945рр.
Матеріали цього залу розповідають про героїку наших земляків, що брали участь у головних битвах Великої Вітчизняної та другої світової воєн, період окупації району німецькими загарбниками у 1941—1944 рр.
Частина експонатів розповідає про подвиги воїнів-визволителів на території Волочищини в березні 1944 р.
Тут їх особисті речі, зброя, фотографії, нагороди, сувеніри, бюсти. Відвідувачі можуть ознайомитися з документами, фотографіями, зразками зброї та боєприпасів як Червоної армії, так і гітлерівської Німеччини періоду Великої Вітчизняної війни.

#### 4-й зал: Зал памяті воїнів-афганців
Зал відкрито у 1993 р. У ньому представлено фотодокументальні матеріали про тих, хто пройшов через горнило афганської війни.
Окремо виділено 7 меморіальних комплексів тих земляків, котрі не повернулися з війни. Там можна побачити їх особисті речі, листи, материнські рушники.
В центрі композиція, що відображає події афганської війни.

#### 5-й зал: Виставковий зал
У центрі залу державна символіка: державний прапор України та герб і прапор Волочищини.
Експозиція цього залу змінюється постійно. Експонуються тимчасові виставки з фондів Хмельницького обласного краєзнавчого та художнього музеїв.
Зокрема, твори декоративно-прикладного мистецтва, вироби народних умільців, тематичні виставки з власних фондів музею, роботи учнів та викладачів Волочиської дитячої школи мистецтв.

#### 6-й зал: Агропромисловий комплекс району в 50-90-х роках XX ст.
На основі порівняльних таблиць простежується ріст промислового та сільськогосподарського виробництва Волочиського району в другій половині XX ст.
Показані кращі представники трудових колективів, делегати III та IV Всесоюзних з'їздів колгоспників, учасники Всесоюзних та республіканських виставок досягнень народного господарства.

#### 7-й зал: Творці історії краю
Ці люди народилися і виросли на волочиській землі. Талант помножений на велику працелюбність став запорукою їх високих зевршень.
Перед глядачами постають наші земляки: вчені, військові діячі, Герої Соціалістичної Праці і Радянського Союзу, літератори, заслужені діячі різних галузей народного господарства, культури, краєзнавці, дослідники, кращі спортсмени.
Тут же експонати, які розкривають інтернаціональні зв'язки району з іншими країнами Європи. Окремий розділ присвячений розвитку благодійництва в районі.